# 東員町総合文化センター
東員町総合文化センター（とういんちょうそうごうぶんかセンター）は、三重県員弁郡東員町山田にある複合施設。東員町文化会館、東員町中央公民館、東員町立図書館の3施設から成る。

## 歴史
1989年（平成元年）4月に、東員町が「現実の生活の中に『夢』を与え、生活そのものに『活力』と『安心』を創り出す拠点」として開設した。ひばりホールのこけら落しは5月14日に行われた交響曲第9番（第九）の演奏であり、満員の聴衆を集めて週1回練習を重ねてきた東員町民112人の合唱、四日市交響楽団の演奏により執り行われた。この合唱はなかにし礼が作詞した日本語の歌詞で歌われ、なかにしも出席していた。開館と同年に東員町文化協会を設立した。
1997年（平成9年）4月13日、東員町の町制30周年記念式典を開催し、同時に多気郡宮川村（現・大台町）との友好親善提携の調印式も挙行した。同年9月15日には東員町営ケーブルテレビ局が試験放送を開始するにあたり、同日にセンターで開催された敬老会を生放送した。2000年（平成12年）3月12日にはろう者を描いた映画『アイ・ラヴ・ユー』の上映会が開かれた。
2002年（平成14年）7月22日、東員町文化協会が市町村単位の文化協会として三重県で初めて社団法人格を取得した。これを記念して「短詩型文学フェスティバルinとういん」を同年7月31日にセンターで開催、金子みすゞの作品を歌うコンサートなどが開かれた。2005年（平成17年）7月31日、九世松本幸四郎夫妻の臨席の下、七世松本幸四郎の銅像の除幕式が開催された。像は高さ1.6mで、約200万円をかけて制作され、武蔵坊弁慶を演じる姿を再現したものである。
2014年（平成26年）2月9日、南原清隆と萬狂言（九世野村万蔵主宰）による現代狂言を開催した。2016年（平成28年）6月1日、東員町ふれあいセンターにあった「とういん市民活動支援センター」を2階の旧展示スペースに移設した。支援センターは利用実績が低かったことから、開設時間の延長と臨時職員の雇用によって利便性を高めての移転開館となった。同年8月11日、東海環状自動車道東員ICが開通し、その記念式典を総合文化センターで開催、三重県知事の鈴木英敬が祝辞を述べた。

## 施設の概要
建物は2階建てで、敷地面積25,864平方メートルm2、建築面積3,501m2、延床面積5,225m2である。玄関は建物中央の北側にあり、中心に町民ロビーを配し、東側に中央公民館、南側に図書館、西側に文化会館がある。

### 中央公民館
1階に第1・2研修室、第1・2事務室、教育長室、2階に調理実習室、美術工芸室、第1・2・3講習室、展示室（プラネタリウム）と「とういん市民活動支援センター」がある。開館時間は9時30分から21時30分まで（ただし利用者がない場合は17時まで）、休館日は火曜日（第2・第4火曜日除く）と年末年始である。
第1研修室は91m2・24人収容である。40人収容の94m2の第1講習室、各47m2・各18人収容の第2・3講習室は、パーティションを外して1室にすることができる。とういん市民活動支援センターは展示コーナーを転用したものである。
プラネタリウムを保有するものの、原則非公開となっている。プラネタリウムは直径10.5mで、客席は90席ある。以前は、主に小学校低学年以下の子供向け番組を定期上映しており、幼稚園や保育所の園児の利用が多かったという。

## 東員町文化会館
東員町文化会館（とういんちょうぶんかかいかん）は、東員町総合文化センター西側に設置されている。702人収容のひばりホールを中心とした施設で、3つの楽屋とリハーサル室、浴室、ピアノ室などがある。開館時間は9時30分から21時30分まで（ただし利用者がない場合は17時まで）、休館日は火曜日（ひばりホール以外は第2・第4火曜日には開館）と年末年始である。
ホールの管理は三重県舞台管理事業協同組合に委託している。

### 恒例行事

#### 東員「日本の第九」演奏会
センターが開館した1989年（平成元年）から毎年12月23日にひばりホールで第九（交響曲第9番）の演奏会を開催しており、東員町の風物詩として定着している。主催は東員町で、中日新聞社の後援を受けている。入場は有料で座席は全席指定制、未就学児の入場は遠慮するよう呼びかけがなされている。
同じ北勢地方の四日市市で開催される「四日市の第九」がドイツ語で歌唱されるのに対し、東員町では「日本の第九」と銘打っているように、なかにし礼が作詞した日本語の歌詞で歌うのが特徴である。日本語で歌うことになったきっかけは、隣接する桑名市で1987年（昭和62年）8月30日に市制施行50周年記念になかにしの日本語歌詞で初めて歌ったことによる。日本語歌詞で第九を歌う地域は東員町のほかに神奈川県鎌倉市、福井県小浜市、滋賀県今津町（現・高島市）山口県萩市などがあり、1995年（平成7年）には東員町、小浜市、萩市の合唱団が共同でアメリカ・ニューヨークのカーネギー・ホールで日本語歌詞の第九を披露し、喝采（かっさい）を浴びたこともある。
演奏は愛知室内オーケストラが担当する。歌唱者は毎年8月に「日本の第九」を歌う会の結団式を行い、12月の本番に向けて練習を重ねる。当日は東員ひばり合唱団の団員らによる合唱の後、第九が演奏される。第九の演奏会には、第九を通して交流を持つ鎌倉市からも合唱に訪れる。また観客も含めて参加らが東員町民歌を歌うのも恒例となっている。

#### こども歌舞伎
町民団体「松の会」の主催で、1996年（平成8年）より定期公演を行っている。歌舞伎役者の七世松本幸四郎が東員町出身であることから、松本を顕彰するとともに地域文化を育むことを目的に始まった。松の会は東員町制40周年記念に1994年（平成6年）5月に発足、1995年（平成7年）からこども歌舞伎を開始、1996年（平成8年）に初演を果たした。活動開始初期に歌舞伎役者の三代目市川松尾が指導に当たるなど本格的なもので、感動して涙を流す観客もいるほどである。練習は本番上演を終えた直後から開始し、礼儀作法を身に付けるため正座で挨拶を行うところから練習を始める。
年により、OB会員や他地域の劇団員が出演することがある。また東員町総合文化センターを離れ、愛知県芸術劇場で上演したこともある。『白浪五人男』がこども歌舞伎の十八番であり、何度も演じている。2016年（平成28年）には21回を迎え、6月5日に4歳児から高校生までの15人で「奥州安達原 三段目 御殿の場」などを上演した。

## 東員町立図書館
東員町立図書館（とういんちょうりつとしょかん）は東員町総合文化センター1階南側に設置されている。ISILはJP-1002036。2014年（平成26年）度の蔵書数は102,555冊、利用登録者数は32,456人、貸出冊数は190,971冊である。
図書館部分の床面積は746m2で、閲覧室、学習室、プレールーム、おはなしコーナー、ベビールーム、インターネット・DVD・ビデオ視聴コーナーを置く。七世松本幸四郎の生誕地であることにちなみ、松本の著書『松のみどり』など歌舞伎に関する資料を収集している。資料収集だけでなく、読書会や文学散歩、折り紙や絵本作りなどの教室の開講、ボランティア団体による読み聞かせなど行事を積極的に開催している。
- 開館時間：9時から17時まで
- 休館日：火曜日、第2・最終月曜日、特別整理期間、年末年始
- 貸出制限：東員町に在住・通勤・通学している者およびいなべ市、桑名市、四日市市、桑名郡木曽岬町、三重郡菰野町に在住している者。
- 貸出可能点数：図書・雑誌10冊、AV資料1点
- 貸出可能期間：図書・雑誌15日間、AV資料8日間

### 図書館の歴史
1989年（平成元年）4月の東員町総合文化センター開館と同時に図書館も開館した。当初の蔵書は約3万冊であった。1992年（平成4年）8月30日に入館者数50万人を達成し、当時の貸出冊数は16万7千冊で町民1人当たりに換算すると6.4冊になり、三重県内の公共図書館の平均を大きく上回る実績を挙げていた。1994年（平成6年）7月に利用者用端末を1台導入した。同年度の蔵書数は8万8千冊で、ビデオコーナーは順番待ちが出るほどの人気であったという。1996年（平成8年）2月24日には入館者数100万人に達し、蔵書数は9万4千冊になった。
2014年（平成26年）度より、雑誌カバーに広告を掲載する代わりに出稿者に雑誌代を負担してもらう雑誌スポンサー制度を導入した。同年度は1社が3誌のスポンサーとなり、雑誌購入に充てていた資料費は他の図書購入に回された。また同年、三重県立図書館と同時に国立国会図書館がデジタル化した資料約131万点をインターネット経由で閲覧できるサービスを開始した。

## 交通
東員町役場が近接するが、周辺はのどかな田園地帯である。
- 三岐鉄道北勢線東員駅より
  - 東員町オレンジバスで約3分[14]。
  - 徒歩で約7分[14]。
- 東海環状自動車道東員ICから自動車で約5分[14]。駐車場は265台（無料）[14]。